# Micul dodecicosaedru
În geometrie micul dodecicosaedru este un poliedru uniform neconvex, cu indicele U50. Are 32 de fețe (20 hexagoane și 12 decagoane), 120 de laturi și 60 de vârfuri. Având 32 de fețe este un icosidodecaedru. Un poliedru neconvex are fețe care se intersectează care nu reprezintă laturi sau fețe noi. Doar cele marcate cu sfere aurii sunt vârfuri, iar cele cu linii argintii sunt laturi.
Figura vârfului este un antiparalelogram. Are simbolul Wythoff 3 5 (3/2 5/4) |.

## Mărimi asociate

### Coordonate carteziene
Având în comun vârfurile cu marele dodecaedru trunchiat stelat, coordonatele carteziene ale vârfurilor unui mic dodecicosaedru cu lungimea laturii 2, centrat în origine, sunt toate permutările pare ale:
{\displaystyle \left(\,0,\,\pm 1,\,\pm (3\varphi -4)\,\right)}
{\displaystyle \left(\,\pm 1,\,\pm (2-\varphi ),\,\pm (2-\varphi )\,\right)}
{\displaystyle \left(\,\pm (2-\varphi ),\,\pm 2(\varphi -1)\,\pm (2\varphi -3)\right)}
unde {\displaystyle \varphi ={\frac {1+{\sqrt {5}}}{2}}} este secțiunea de aur.

### Raza circumscrisă
Raza circumscrisă în funcție de lungimea laturilor a este:
{\displaystyle R={\frac {1}{4}}{\sqrt {34+6{\sqrt {5}}}}\,a\approx 1,876844\,a.}

### Volum
Următoarea formulă pentru volum V este stabilită pentru lungimea laturilor tuturor poligoanelor (care sunt regulate) a este:
{\displaystyle V={\frac {1}{4}}\left(34+6{\sqrt {5}}\right)\,a^{3}\approx 1,721489~a^{3}.}

## Poliedre înrudite
Are în comun aranjamentul vârfurilor cu marele dodecaedru trunchiat stelat. În plus, are în comun aranjamentul laturilor cu micul icosicosidodecaedru 
(având în comun fețele hexagonale) și cu micul dodecicosidodecaedru ditrigonal (având fețele decagonale în comun).

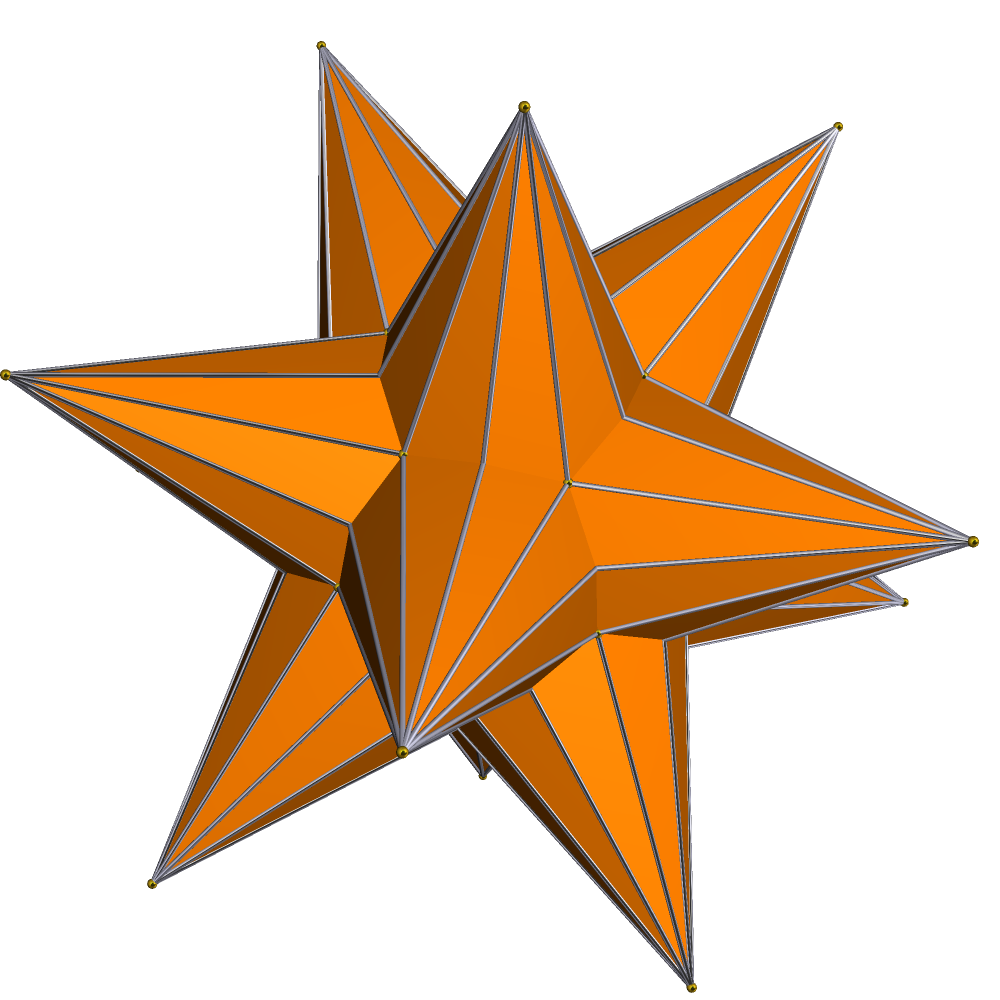
Dual: micul dodecicosaedru

| Marele dodecaedru trunchiat stelat | Micul icosicosidodecaedru | Micul dodecicosidodecaedru ditrigonal | Micul dodecicosaedru |

### Poliedru dual
Dualul său este micul dodecicosaedru.